# Stella Chiweshe

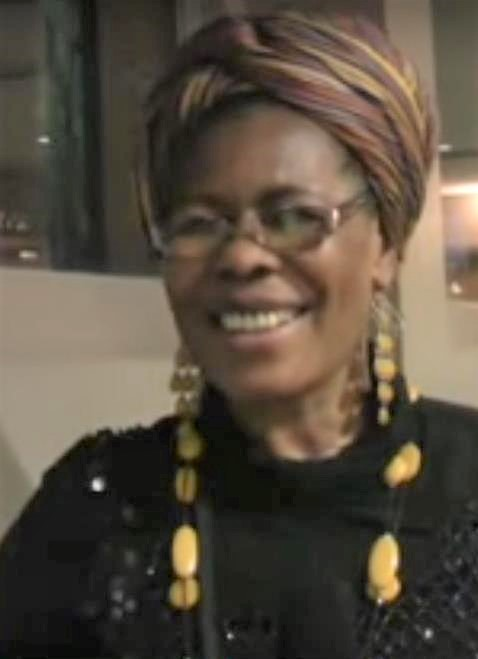
Stella Chiweshe (2012)

Stella Rambisai Chiweshe (auch Stella Rambisai Chiweshe Nekati oder Stella Nekati Chiweshe; * 8. Juli 1946 in Mujumi, Mhondoro; † 20. Januar 2023 in Harare) war eine bekannte Musikerin aus Simbabwe.

## Leben und Wirken
Chiweshe war international als mbira-Spielerin und Sängerin bekannt, wurde  „Queen of Mbira and Traditional Music“ genannt. Die mbira gehört zu den Lamellophonen und ist ein traditionelles Instrument der Shona. Sie spielte eine Variante dieses Instrumentes, die von den Zezuru, einer zu den Shona gehörenden Volksgruppe, mbira dza vadzimu genannt wird und 22 bis 28 Eisenlamellen in zwei Reihen hat. Chiweshe war eine der wenigen Frauen, die dieses traditionelle Instrument der Männer spielten, das im Bira-Ritual, einer Geisteranrufungszeremonie, eingesetzt wird. Sie musste das mbira-Spielen gegen erhebliche Widerstände durchsetzen und war auch als Medium der Bira-Zeremonie anerkannt.
Die britische Kolonialmacht verbot im ersten Befreiungskrieg alle kulturellen Aktivitäten und die Kirche erklärte die mbira zum Teufelswerk. Dennoch lernte Chiweshe von 1966 bis 1969 das Instrument und nahm Anfang der 1970er an – nun illegalen – Heilungszeremonien teil, bei denen sie mbira spielte. 1974 konnte sie nach der formalen Unabhängigkeit erste Aufnahmen einspielen; ihre Debüt-Single Kasahwa erreichte Goldstatus. Zwischen 1975 und 1978 folgten weitere 20 Singles. So wurde sie Mitte der siebziger Jahre als begabte Maridzambira anerkannt und spielte nicht mehr nur bei rituellen Heilungen, Hochzeiten und Beerdigungen, sondern auch bei Konzerten und Partys. Nach dem Ende des Befreiungskriegs trat sie 1981 der National Dance Company bei und ging mit diesem Ensemble bis 1985 international auf Tournee.
Seit 1984 unternahm sie Solotourneen und seit 1987 trat sie mit ihrer eigenen Gruppe in Europa, Nordamerika und in Afrika auf. Sie nahm auch an den WOMAD-Festivals (1994 in den USA, 1995 in Australien und 2006 in Caceres) teil. Dabei hat sie häufig den Sound der Mbira mit Gitarren umgeben. 2004 war sie mit ihrer Tochter, Virginia Mukwesha, die ebenfalls Musikerin ist, auf Tournee. Chiweshe nahm sieben internationale Alben auf.
1989 trat sie in dem Film I Am the Future von Godwin Mawuru auf, in dem es um eine junge Frau geht, die in die große Stadt reist, um den Gräueln des Buschkriegs um die Unabhängigkeit von Südrhodesien zu entkommen.
Chiweshe war mit dem Deutschen Peter Reich verheiratet, lebte teils in Harare, teils in Berlin. Am 20. Januar 2023 verstarb sie in ihrem Zuhause in Kuwadzana, einem Außenbezirk von Harare, an den Folgen eines Hirntumors. Die Regierung von Simbabwe kündigte ein staatliches Begräbnis für sie an.

## Auszeichnungen
Sie ist heute bei ihrem Volk als Ambuya Chinyakare („Großmutter der traditionellen Musik“) anerkannt. Die Universität von Harare verlieh ihr einen Master-of-Arts-Titel.
- Billboard Music Award (1993)[5]
- Zimbabwe Music Silver Jubilee Awards – Female Most Outstanding Contribution to the Music Industry of the Past 25 Years (2005)[6]
- Zimbabwe Music Silver Jubilee Awards – Best Mbira Artiste of the Past 25 Years (2005)[6]
- National Arts Merit Award (2006)[7]
- National Arts Merit Award Lifetime Achievement Award (2020)[7]
- National Arts Merit Award Legends Awards (2021)[7]